# Ágios Dimítrios (Kýthnos)
Pour les articles homonymes, voir Ágios Dimítrios (homonymie).
Ágios Dimítrios, en grec moderne : Άγιος Δημήτριος, est un village côtier sur l'île de Kýthnos, dans les Cyclades, en Grèce.
Selon le recensement de 2011, la population du village compte 33 habitants.